# Kazanci, Nikšić
Kazanci este un sat din comuna Nikšić, Muntenegru. Conform datelor de la recensământul din 2003, localitatea are 92 de locuitori (la recensământul din 1991 erau 111 locuitori).

## Demografie
În satul Kazanci locuiesc 82 de persoane adulte, iar vârsta medie a populației este de 48,1 de ani (42,7 la bărbați și 54,1 la femei). În localitate sunt 30 de gospodării, iar numărul mediu de membri în gospodărie este de 3,07.
Această localitate este populată majoritar de sârbi (conform recensământului din 2003).
|  |

| Demografie | Demografie | Demografie |
| An         | Locuitori  | Locuitori  |
| ---------- | ---------- | ---------- |
|            |            |            |
|            |            |            |
|            |            |            |
|            |            |            |
| 1948       | 343        |            |
| 1953       | 341        |            |
| 1961       | 330        |            |
| 1971       | 267        |            |
| 1981       | 185        |            |
| 1991       | 111        | 110        |
| 2003       | 97         | 92         |

| \| Componența etnică conform recensământului din 2003[2] \| Componența etnică conform recensământului din 2003[2] \| Componența etnică conform recensământului din 2003[2] \| Componența etnică conform recensământului din 2003[2] \| Componența etnică conform recensământului din 2003[2] \| \| ----------------------------------------------------- \| ----------------------------------------------------- \| ----------------------------------------------------- \| ----------------------------------------------------- \| ----------------------------------------------------- \| \| \| \| \| \| \| \| Sârbi \| Sârbi \| \| 67 \| 72,82% \| \| Muntenegreni \| Muntenegreni \| \| 25 \| 27,17% \| \| necunoscută \| necunoscută \| \| 0 \| 0% \| |              |  |    |        |
| Componența etnică conform recensământului din 2003 |              |  |    |        |
| |              |  |    |        |
| Sârbi | Sârbi        |  | 67 | 72,82% |
| Muntenegreni | Muntenegreni |  | 25 | 27,17% |
| necunoscută | necunoscută  |  | 0  | 0%     |